# K queue croisée
Cette page contient des caractères spéciaux ou non latins. S’ils s’affichent mal (▯, ?, etc.), consultez la page d’aide Unicode.
Le k queue croisée, aussi appelé kjell dans l’émission Typisk Norsk, est une lettre additionnelle de l’alphabet latin dans les systèmes de transcription phonétique Dania utilisé en linguistique danoise et Norvegia utilisé en linguistique norvégienne. Elle a la forme d’un k avec une queue croisée, c’est-à-dire hampe descendante bouclée. Il n’est pas à confondre avec le k crochet palatal ‹ ᶄ ›.

## Utilisation
Le k queue croisée représente une consonne fricative palatale sourde, transcrite [ç] avec l’alphabet phonétique international et est utilisé par Johan Storm (en) dans la transcription phonétique Norvegia.

## Représentations informatiques
Le k queue croisée n’est pas inclus dans un codage informatique standard.